# Георги Панамски
Георги Тодоров Панамски, известен като Панамеца, е български фотограф.

## Биография
Георги Панамски е роден през 1934 г. в град Ловеч в семейството на кожар. Средно образование завършва в Пълно средно смесено училище „Христо Кърпачев“ в Ловеч с отличен успех (1952), а висше със специалност право в Софийския университет (1956).
По фотографията го запалва неговия брат Кольо Панамски (1928 – 2020). Учи в школа по кино и фотография. Започва работа като журналист-фотограф във в. „Народна младеж“ (1954). Едновременно учи специалност фотография и география. Преминава на работа във в. „Работническо дело“. Тук има шанса да фотографира важните събития от живота на страната. Чрез фотографиите търси смисъла и подтекста на събитията и хората. Често го наричат доайен на българските фотографи. Работи и във в. „Дума“. Пенсионира се като журналист-фотограф на в. „Футбол“.
Негови фотографии са публикувани в изданието „Големите фоторепортери на България 1960–1989“. Избрани фотографии са в самостоятелното му издание „Професия очевидец“.